# Yerbas Buenas
Yerbas Buenas is een gemeente in de Chileense provincie Linares in de regio Maule. Yerbas Buenas telde 18.081 inwoners in 2017 en heeft een oppervlakte van 262 km².
- Virtual International Authority File: 156686958